# Red Cap (poule)
Pour les articles homonymes, voir Red Cap.
 (août 2010).
Si vous disposez d'ouvrages ou d'articles de référence ou si vous connaissez des sites web de qualité traitant du thème abordé ici, merci de compléter l'article en donnant les références utiles à sa vérifiabilité et en les liant à la section « Notes et références ».
La Red Cap, nommée Derbyshire Redcap au Royaume-Uni, est une poule moyenne de type fermier. Elle demeure très rare, même dans son pays d'origine où elle est reconnue parmi les 108 races de poule du British Poultry Standard.

## Description
Elle est caractérisée par sa crête frisée assez grossière de grande taille, y compris chez les poules, mais aussi par son coloris rouge pailleté noir unique. La Red Cap est une bonne pondeuse, avec une moyenne de 150 à 200 œufs par an.